# Muzeum Wojska Polskiego w Warszawie
Muzeum Wojska Polskiego w Warszawie (MWP) – muzeum znajdujące się w Cytadeli Warszawskiej w Warszawie, gromadzące zbiory poświęcone historii wojskowości oraz historii Polski.

## Historia

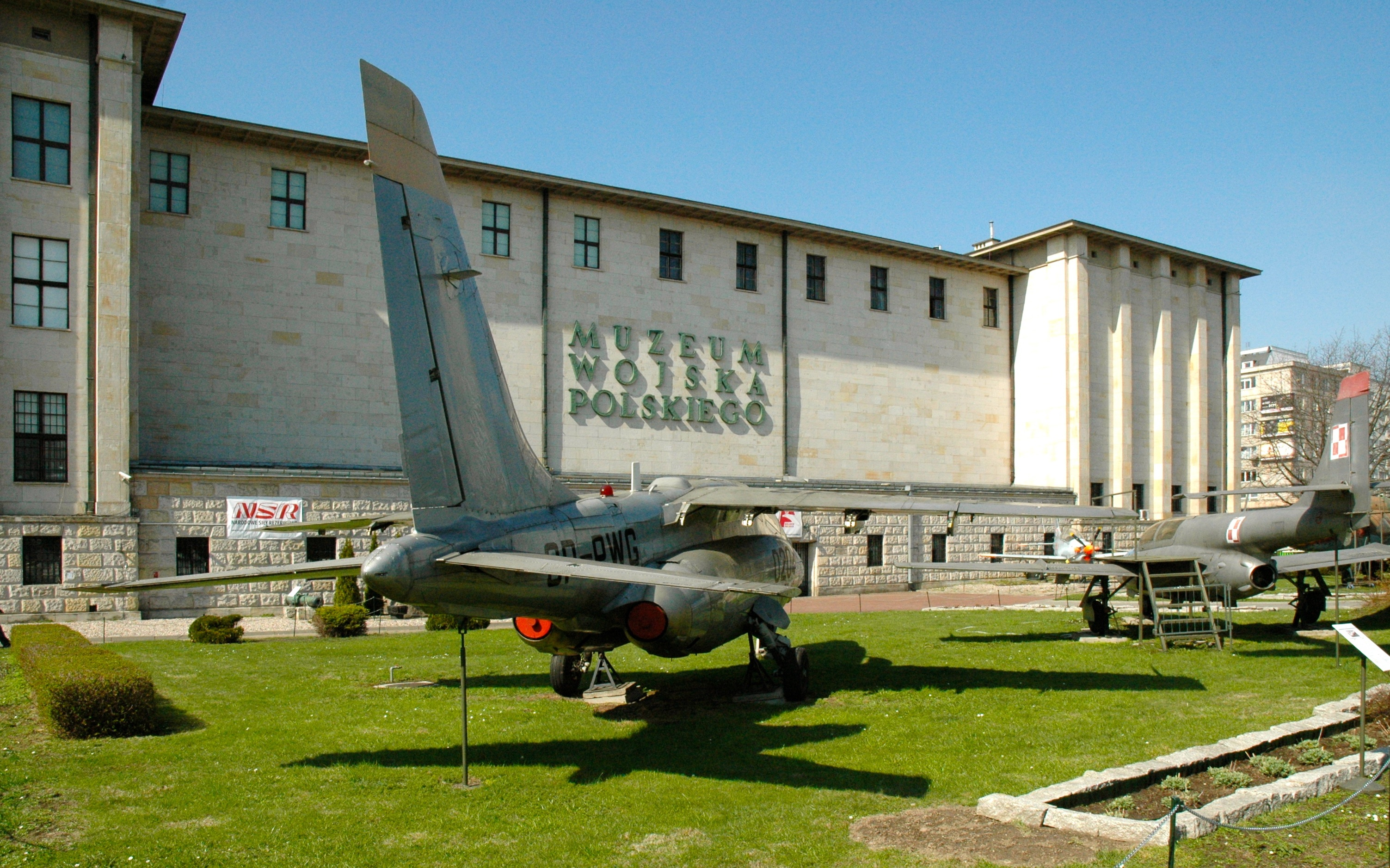
Dawna siedziba muzeum przy Al. Jerozolimskich 3 w Warszawie

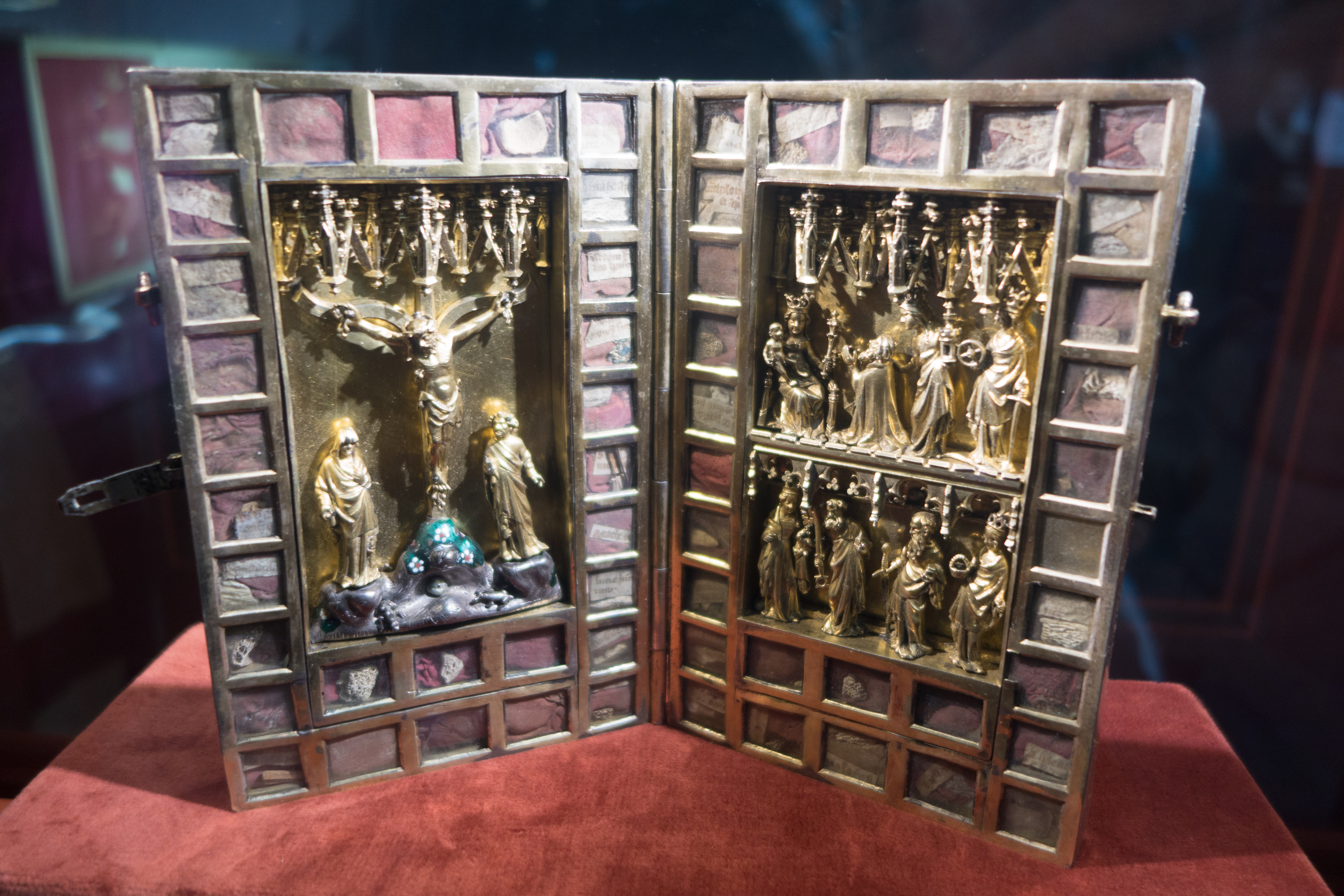
Relikwiarz gotycki (1388)

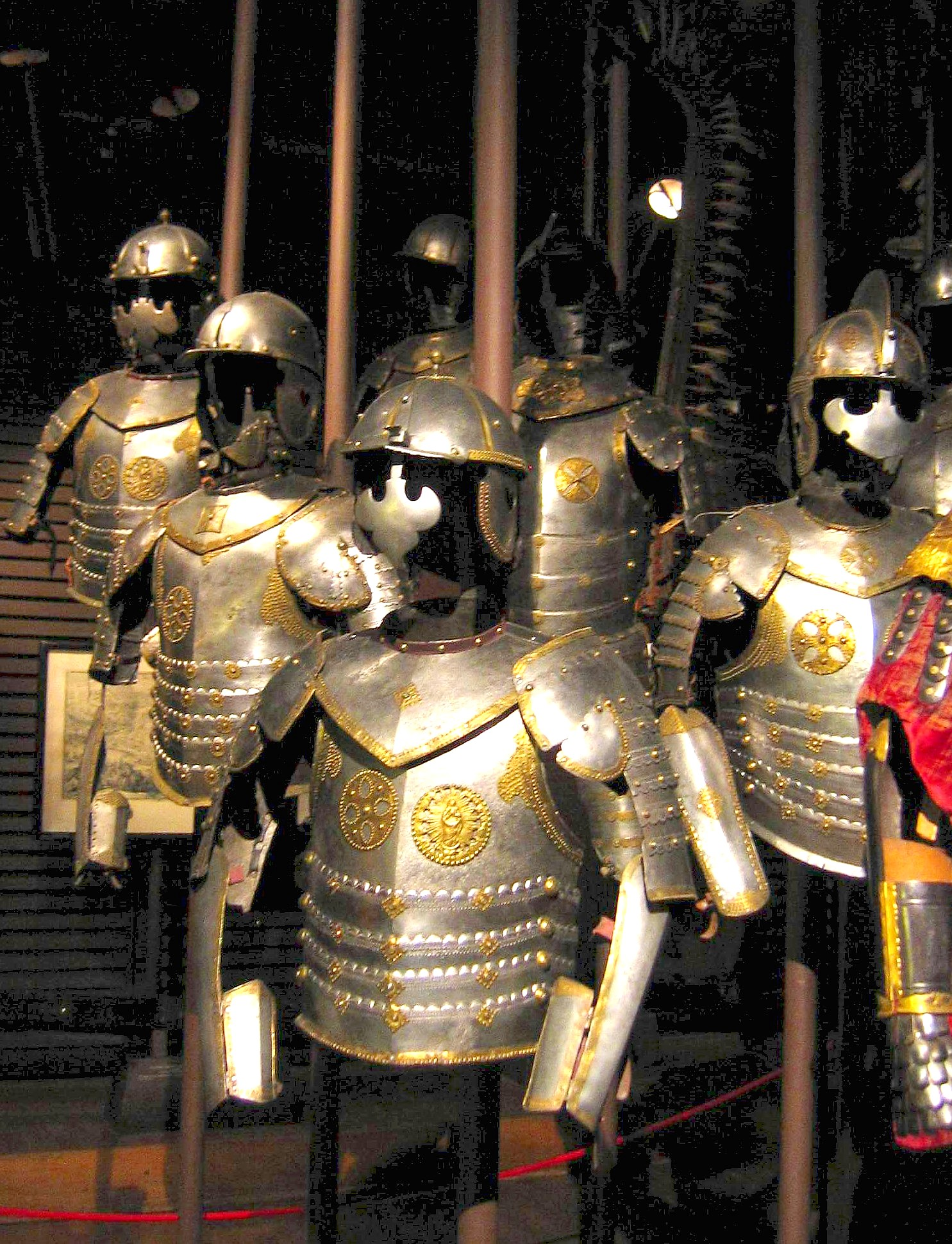
Zbroje husarskie

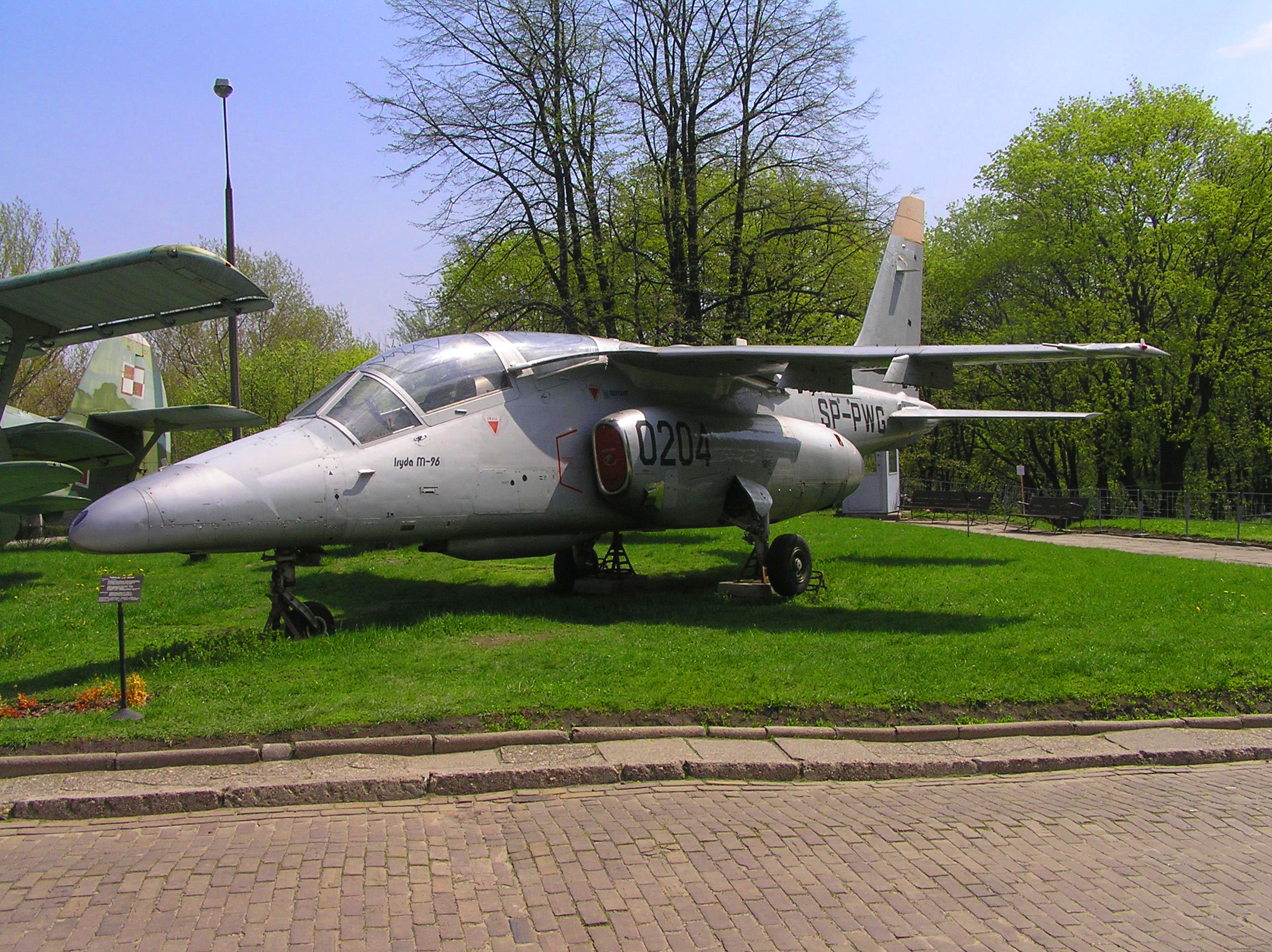
PZL I-22 Iryda na ekspozycji otwartej

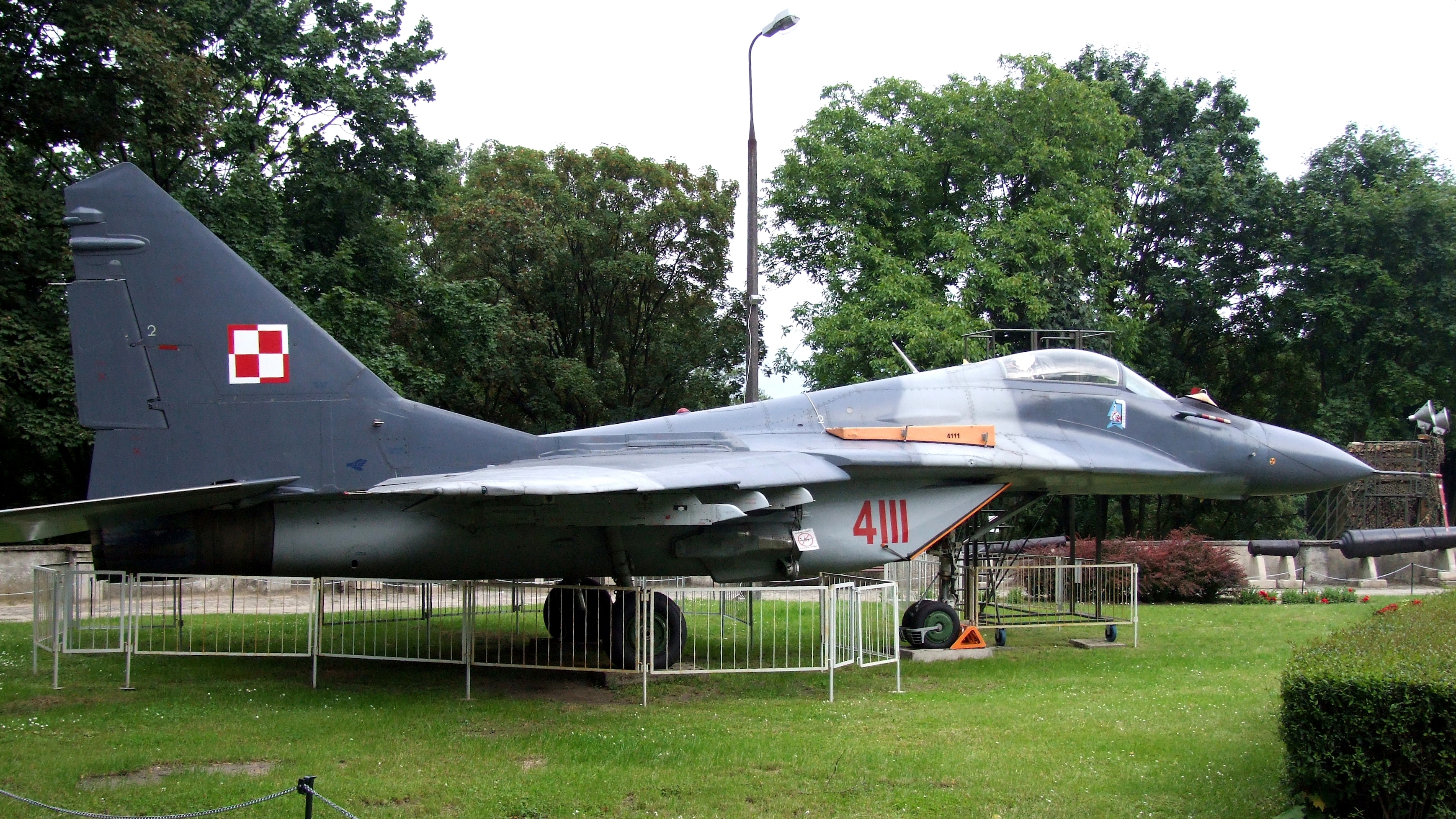
MiG-29 na ekspozycji otwartej

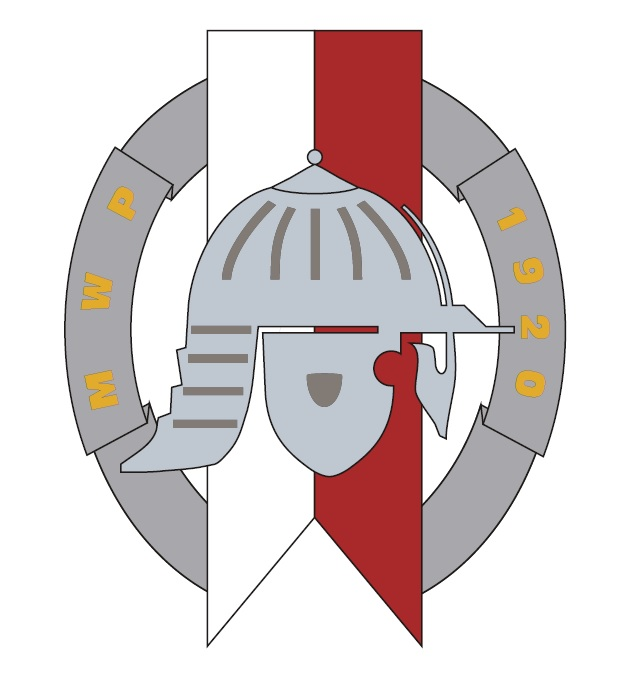
Odznaka pamiątkowa muzeum (2013)

Utworzone 22 kwietnia 1920 jako Muzeum Wojska dekretem Naczelnego Wodza, Marszałka Polski Józefa Piłsudskiego. Jego dyrektorem został Bronisław Gembarzewski – historyk wojskowości, muzeolog, a także wieloletni dyrektor warszawskiego Muzeum Narodowego (od 1916 do 1936).
Otwarcia Muzeum Wojska w pierwotnym budynku przy ul. Podwale 15 dokonał gen. Józef Haller w kwietniu 1922. 
Od 1933 muzeum mieściło się we wschodniej części gmachu Muzeum Narodowego w Alejach Jerozolimskich (w tamtym czasie al. 3 Maja). Placówka uzyskała tę lokalizację na podstawie porozumienia Zarządu Miasta (właściciela Muzeum Narodowego) z Ministerstwem Spraw Wojskowych (pożyczka dla miasta w wysokości 1 mln złotych na wykończenie zachodniej części gmachu za prawo użytkowania jego wschodniej części przez 50 lat).
Część zbiorów prezentowanych w muzeum pochodziła z gromadzonych od 1 poł. XIX wieku polskich pamiątek militarnych Wincentego Krasińskiego. W 1939 prezentowanych w nim było ponad 60 tys. eksponatów. Podczas okupacji niemieckiej zostały one wywiezione do Niemiec. Większość sal muzealnych i pomieszczenia zaplecza zamieniono na magazyny Waffen SS.
W 1944 placówka zmieniła nazwę na Muzeum Wojska Polskiego, które zostało udostępnione zwiedzającym w styczniu 1946. Działania rewindykacyjne przyczyniły się do odzyskania ok. 40 tys. eksponatów.
Prezentowana jest w nim stała ekspozycja przedstawiająca historię oręża polskiego, m.in. zbiór broni od czasów średniowiecza do XVIII wieku (np. złocony szyszak dowódcy pochodzący z okresu pierwszych chrześcijańskich władców Polski, zbroje turniejowe, kolekcja zbroi husarskich zdobionych orlimi skrzydłami i lamparcimi skórami z XVII wieku), dzieła sztuki, książki, dokumenty i fotografie. W znajdującym się obok muzeum parku prezentowany jest ciężki sprzęt z okresu I i II wojny światowej, m.in.: działa, armaty, samoloty i pojazdy opancerzone.
W 1977 rozstrzygnięto konkurs architektoniczny na przekształcenie Cytadeli Warszawskiej w kompleks muzealny, do którego zostałoby przeniesione Muzeum Wojska Polskiego. Laureatami konkursu zostali Marek Budzyński i Andrzej Kiciński. Projekt nie został jednak zrealizowany.
Przy ul. Powsińskiej 13 w forcie „Czerniaków” znajduje się oddział Muzeum, eksponujący polską technikę wojskową. Można tam obejrzeć m.in. czołgi, działa i samoloty.
W 2015 na terenie Cytadeli Warszawskiej otwarto Muzeum Katyńskie (mieszczące się wcześniej w forcie „Czerniaków”). Powrócono także do pomysłu wybudowania na terenie Cytadeli nowej siedziby muzeum (w dużym kompleksie muzealnym wraz z Muzeum Historii Polski). W 2022 do nowej siedziby placówki w Cytadeli przewieziono pierwsze eksponaty. W styczniu 2023 muzeum poinformowało, że ostatnim dniem prezentowania wystawy w siedzibie głównej przy Al. Jerozolimskich będzie 31 stycznia tego roku.
13 sierpnia 2023 została otwarta nowa siedziba muzeum przy ul. Gwardii 4 na terenie Cytadeli Warszawskiej.

## Ekspozycja
W zbiorach Muzeum Wojska Polskiego w 2023 znajdowało się ponad 300 tys. eksponatów, w tym m.in.:
- relikwiarz gotycki zdobyty w bitwie pod Grunwaldem w 1410 i złożony w katedrze w Gnieźnie przez króla Jagiełłę
- zbroje i hełmy: szyszak z X-XI wieku z blachy złoconej należący do woja Mieszka I lub Bolesława Chrobrego; zbroja rajtarska z przyłbicą hetmana litewskiego Krzysztofa Radziwiłła z końca XVI wieku; kompletna zbroja husarska z I połowy XVII wieku Stanisława Skórkowskiego, sekretarza króla Władysława IV; zbroja turniejowa z hełmem „żabi pysk” z ok. 1530 r. wykonana w Norymberdze; karacena z przełomu XVII dla wyższych dowódców wojsk narodowego autoramentu; hełm paradny z XVI wieku hetmana Jana Tarnowskiego, kolczuga paradna z XVII wieku króla Jana Kazimierza
- szable: króla Stefana Batorego, króla Stanisława Augusta Poniatowskiego, hetmana Jana Zamoyskiego, ks. Józefa Poniatowskiego, gen. Jana Henryka Dąbrowskiego, brygadiera Józefa Piłsudskiego, płk. Władysława Sikorskiego, gen. Mariana Langiewicza
- buzdygan zdobiony w typie tureckim z II połowy XVII wieku hetmana Stanisława Jabłonowskiego
- mundury: czapka i kurtka Józefa Piłsudskiego z lat 1920-1935, mundur gen. broni Józefa Hallera z lat 1918-1920, mundur gen. Władysława Sikorskiego używany w latach 1940-1943, płk. Jana Kozietulskiego, gen. dyw. Zygmunta Berlinga z 1944, gen. Jana Henryka Dąbrowskiego, gen. Stanisława Sosabowskiego, gen. Kazimierza Sosnkowskiego, płk. Stanisława Rostworowskiego, płk. Wacława Sieroszewskiego
- siodła: hetmana Stefana Czarnieckiego, siodło koronacyjne króla Stanisława Leszczyńskiego, siodło Napoleona Bonaparte z okresu wyprawy do Egiptu w 1799, siodło gen. Jana Henryka Dąbrowskiego
- samoloty: TS-8 Bies, TS-11 Iskra, PZL-130 Orlik, PZL I-22 Iryda, An-26, MiG-15 (ul. Powsińska), MiG-17 (ul. Powsińska), MiG-21 (ul. Powsińska), MiG-23 (ul. Powsińska), Su-20 (ul. Powsińska), Ił-28 (ul. Powsińska), samolot Ił-2
- śmigłowce: Mi-2 (ul. Powsińska), Mi-24 – prawdopodobnie jedyny egzemplarz na wystawie muzealnej w Polsce gdzie wnętrze śmigłowca jest udostępniane dla zwiedzających
- czołgi: polski czołg rozpoznawczy Tankietka TKS, używany w 1939; czołg T-34 z armatą 76 mm z 1942; czołg IS-2; czołg IS-3; czołg Sherman wersja „Grizzly”; samochód pancerny Kubuś z powstania warszawskiego; pojazd gąsienicowy Sd.Kfz. 303a „Goliath” zdobyty przez powstańców w sierpniu 1944 przy ul. Sierakowskiej
- artyleria: pięć spiżowych luf działowych z przełomu XVI/XVII wieku (odlane w Nieświeżu dla Mikołaja Radziwiłła i wyłowione koło zamku Zabierz); armata ppanc. wz. 36 kal. 37 mm „Bofors”
- broń palna:
  - Sztucer kozienicki – jednostrzałowy, skałkowy sztucer piechoty produkowany w latach 1790–1794 w Fabryce Broni w Kozienicach. Uznawany przez historyków wojskowości za pierwszy seryjnie produkowany karabin polskiej konstrukcji, przeznaczony dla Wojska Polskiego,
  - pistolet maszynowy Mors wz. 39 skonstruowany przez Piotra Wilniewczyca i Jana Skrzypińskiego (jeden z trzech egzemplarzy na świecie),
  - pistolet maszynowy „Błyskawica” produkowany w konspiracji przez Armię Krajową w latach 1943-1944,
  - ciężki karabin maszynowy wz. 30 z wyrytym napisem świadczącym o tym, że zakupiono go ze zbiórki pieniędzy ludności Ziemi Wieluńskiej ofiarowanych na Fundusz Obrony Narodowej w 1937,
  - pistolet „VIS” z numerem fabrycznym 0003, seria prototypowa, produkowana w latach 1933-1934[12],
  - karabin UR – polski karabin przeciwpancerny używany we wrześniu 1939 przez wojsko polskie do zwalczania pojazdów opancerzonych i czołgów.

## Inne informacje
- W muzeum można obejrzeć jedyny zachowany fragment rozebranego w 1917 pomnika Iwana Paskiewicza – metalową płytę z jego cokołu przedstawiającą szturm wojsk rosyjskich na Warszawę we wrześniu 1831.
- Na framudze drzwi wejściowych znajduje się zachowany wypalony napis Waffen SS – pamiątka z okresu okupacji, gdy w gmachu mieściły się magazyny SS.

## Dyrektorzy MWP
- 1920−1936 – Bronisław Gembarzewski
- 1945−1950 – Zbigniew Szacherski
- 1951−1972 – Kazimierz Konieczny
- 1972−1984 – Lucjan Jaworski
- 1984–1989 – Witold Wincenty Lisowski
- 1989−1991 – Andrzej Szerauc
- 1991−1998 – Zbigniew Święcicki
- 1998−2000 – Henryk Wielecki
- 2000−2006 – Jacek Macyszyn
- 2006–2012 – Janusz Cisek
- 2012–2016 – Zbigniew Wawer
- 2016–2019 – Adam Buława
- 28 września 2019–16 stycznia 2020 – Paweł Żurkowski (p.o.)
- od 16 stycznia 2020 – 20 lutego 2024 – Paweł Żurkowski[13]
- od 20 lutego 2024 – Bogusław Pacek[14]

## Oddziały muzeum
- Muzeum Katyńskie, ul. Jana Jeziorańskiego 4, Warszawa (Cytadela Warszawska)
- Muzeum Polskiej Techniki Wojskowej, ul. Powsińska 13, Warszawa (Fort IX Czerniaków)
- Muzeum Broni Pancernej w Poznaniu, ul. 3 Pułku Lotniczego 4, Poznań
- Muzeum Bitwy Warszawskiej 1920 roku w Ossowie, ul. Matarewicza, Ossów